# 沙伊布倫科格爾山

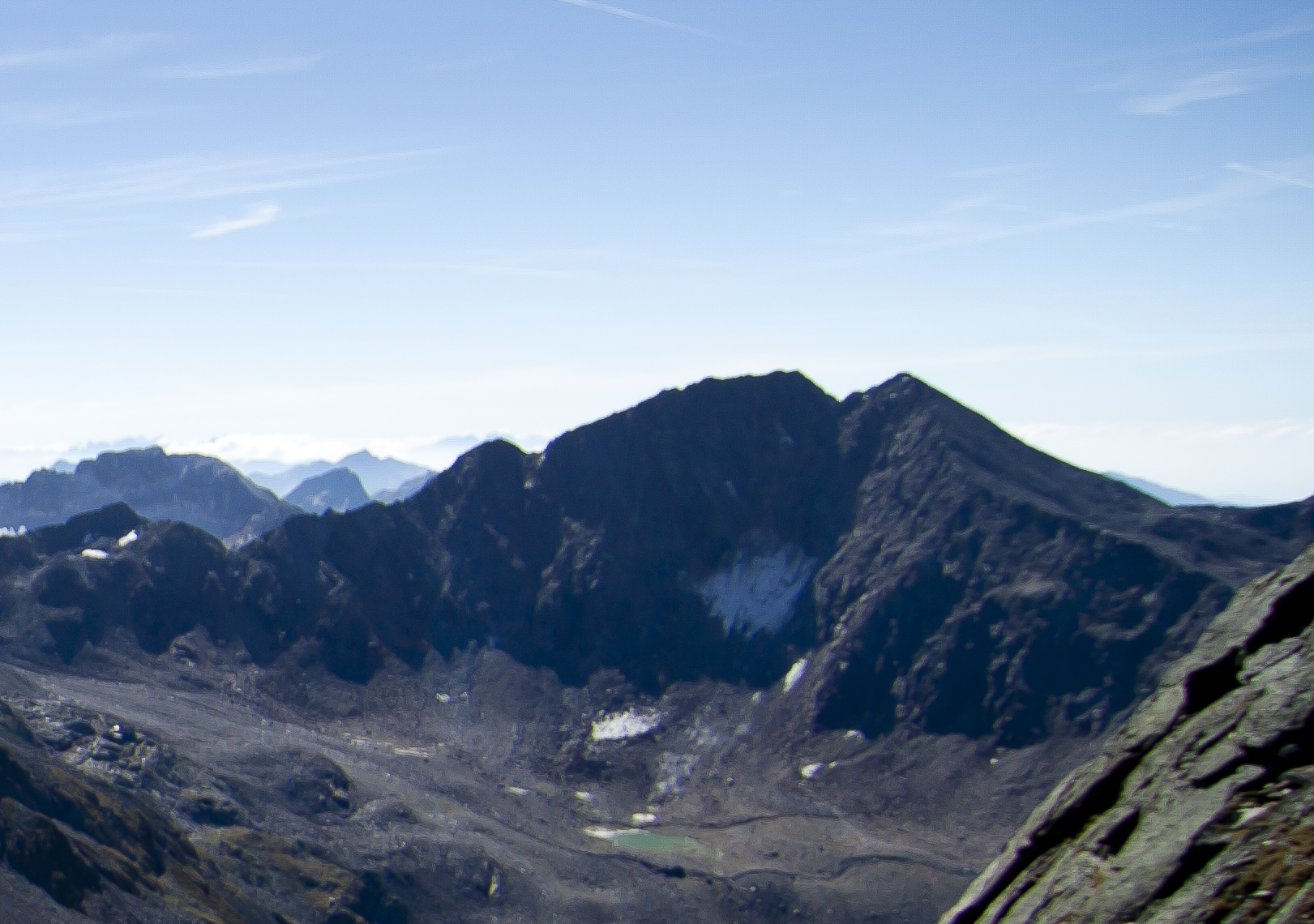

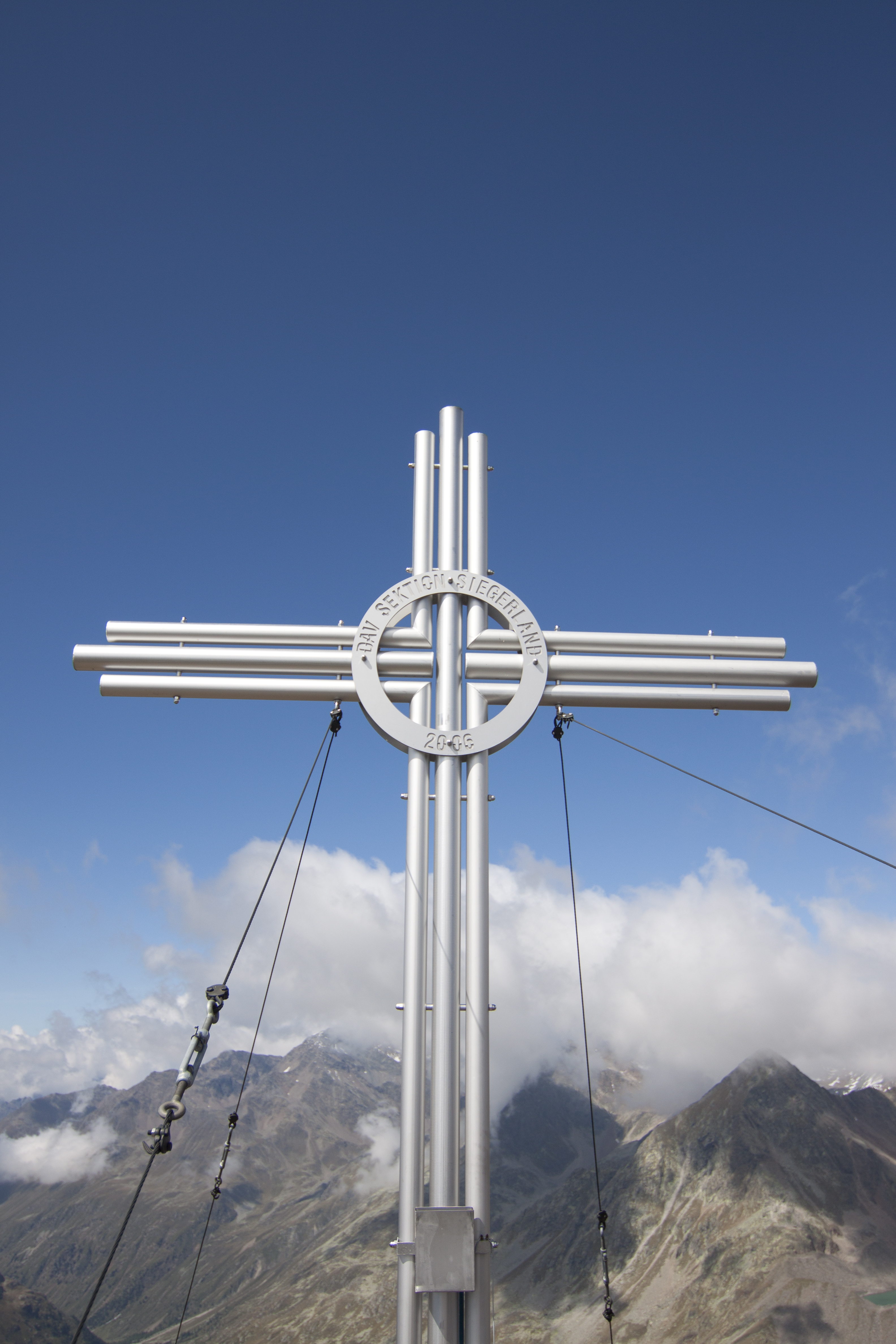

46°55′50″N 11°8′38″E / 46.93056°N 11.14389°E
沙伊布倫科格爾山（德語：Scheiblehnkogel），是中歐的山峰，位於奧地利和意大利接壤的邊境，屬於斯圖拜阿爾卑斯山脈的一部分，海拔高度3,055米，人類在1882年首次登頂。